# Joido
Joido (hangul: 여의도, handzsa: 汝矣島, RR: Yeouido) sziget a koreai Han folyó szöuli szakaszában, közigazgatásilag Jongdungpho-ku (Yongdeungpo-gu) része.

## Története
Szöul gazdasági és pénzügyi központja az 1970-es évek óta, az 1980-as években élte a fénykorát, ekkor csaknem 200 tőzsdei cég székhelye volt itt megtalálható, 2010-ben 60 ilyen cég volt regisztrálva a szigeten. A 2010-es években egyre inkább kiköltöznek innen a vállalatok a magas bérleti költségek miatt. Itt található a Koreai Értéktőzsde (KRX) szöuli kirendeltsége, mely a KOSDAQ részvénytőzsdéért felelős.

## Nevezetességei
A sziget nevezetességei közé tartozik a 63 Building felhőkarcoló, a koreai parlament épülete, az IFC Mall bevásárlóközpont, a Joido (Yeouido) park és a Seoul Marina kikötő. Ugyancsak itt található a Joidói teljes evangéliumi templom.